# Дакота (будівля)

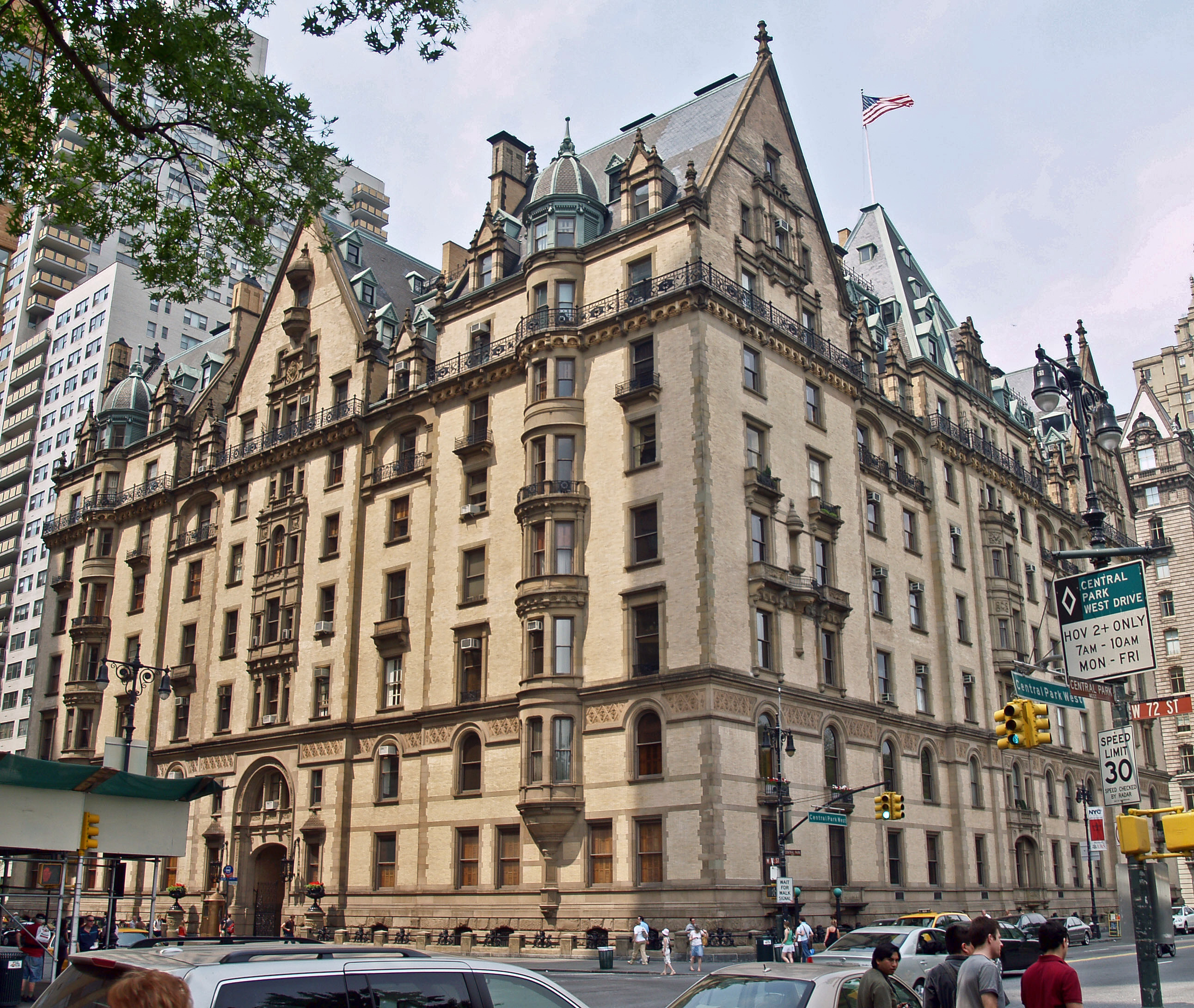
Будівля Дакота

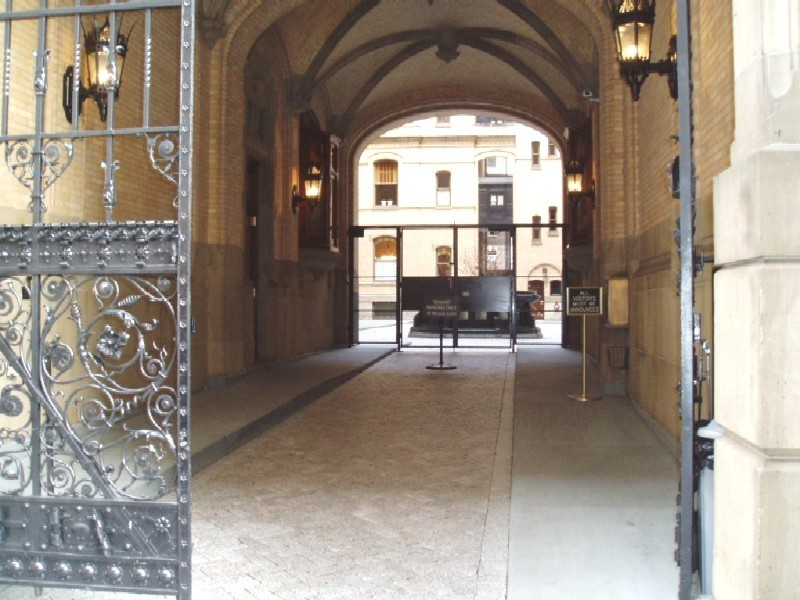
Місце вбивства Джона Леннона

40°46′36″ пн. ш. 73°58′34″ зх. д. / 40.776667° пн. ш. 73.976194° зх. д.
«Дакота» (англ. The Dakota) — фешенебельний житловий будинок в Манхеттені на перехресті 72-ї вулиці і Сентрал-Парк-Вест. Офіційна адреса: 1 West 72nd street. З 1976 року Національна історична пам'ятка США.
Побудована в 1880—1884 роках, ця будівля із самого початку була житловим будинком преміум-класу, квартири в якому мали від 4 до 20 кімнат. У будинку був власний електричний генератор, а також центральне опалення.
Сумну славу «Дакота» отримала 8 грудня 1980 року, коли в арці цього будинку фанат Марк Чепмен застрелив Джона Леннона.

## У творах мистецтва
- У будівлі проходили зйомки фільму «Дитина Розмарі», що вийшов в 1968 році
- Будівля є ключовим місцем у фантастичному романі Джека Фінні «Між двох часів» (1970), де відбувається переміщення головного героя з сучасності в 1882 рік (коли будівлю ще не було збудовано).

## Відомі мешканці
- Леонард Бернстайн (1918—1990) — американський піаніст, композитор і диригент
- Борис Карлофф (1887—1969) — кіноактор
- Лорен Беколл (1924—2014) — кіноакторка
- Рудольф Нурєєв (1938—1993) — радянський і британський артист балету, балетмейстер
- Джон Леннон (1940—1980) — музикант (проживав у «Дакоті» з 1973 по 1980 рік)
- Йоко Оно (р. 1933) — художниця, музикант (проживає в «Дакоті» з 1973 року)
- Джуді Гарленд (1922—1969) — американська акторка й співачка